# Ivar Aasen
Ivar Aasen (Ørsta, 5 agosto 1813 – Oslo, 23 settembre 1896) è stato un naturalista, glottologo e filologo norvegese.

## Biografia
Contadino, autodidatta, fu il primo linguista di rilievo a portare avanti con forza, attraverso studi filologici e grammaticali, la necessità di valorizzare quella lingua paesana che a suo dire doveva rappresentare una norma scritta basata sulla parlata della classe contadina della Norvegia, specialmente quella della parte occidentale del paese, che riteneva l'espressione più autentica dell'antica cultura del paese. 
Sempre nell'ottica di propugnazione di questa forma di scrittura fu lui a darle il nome di landsmål (che dal 1929 prese il nome di nynorsk): il termine significava "lingua popolare", secondo le concezioni dell'ideologia romantica che Aasen abbracciava.
La lotta a favore del landsmal fu accompagnata da una critica, ispirata anche da un forte spirito nazionalistico, al dano-norvegese.
Notevole importanza per l'innalzamento di dignità letteraria del landsmål ebbe la fondazione della rivista Dolen (1858) e la pubblicazione della raccolta di liriche Symra («L'anemone», 1863), che mostrò come con esso si potesse esprimere grande musicalità e ritmo popolare, non rendendolo inferiore alla lirica in dano-norvegese.

## Opere
- 1841 – Den søndmørske Dialekt
- 1848 – Det norske Folkesprogs Grammatik («Grammatica della lingua popolare norvegese»)
- 1850 – Ordborg over det norske Folkesprong («Dizionario della lingua popolare norvegese»)
- 1853 – Prøver av Landsmål i Norge («Saggi del Landsmal di Norvegia»)
- 1855 – Ervingen («L'erede»)
- 1856 – Norske ordsprog
- 1860 – Norske platenavne
- 1863 – Symra («L'anemone», raccolta di poesie)
- 1864 – Norsk Grammatik («Grammatica norvegese»)[1]
- 1871-1873 – Norsk Ordbog («Dizionario norvegese»)
- 1878 – Norsk navnebog